# Клостерс
Клостерс (нем. Klosters; до 2020 года Клостерс-Зернойс, нем. Klosters-Serneus) — коммуна в Швейцарии, в кантоне Граубюнден.
Входит в состав региона Преттигау-Давос (до 2015 года входила в округ Преттигау-Давос).
Официальный код — 3871.

## История
Ранее коммуна носила название Клостерс-Зернойс (нем. Klosters-Serneus).
На 31 декабря 2006 года население составляло 3918 человек.
1 января 2016 года в состав коммуны Клостерс-Зернойс вошла бывшая коммуна Зас-им-Преттигау.
Население на 31 декабря 2019 года — 4431 человек.
1 января 2021 года коммуна переименована в Клостерс.